# Daniel Burnham

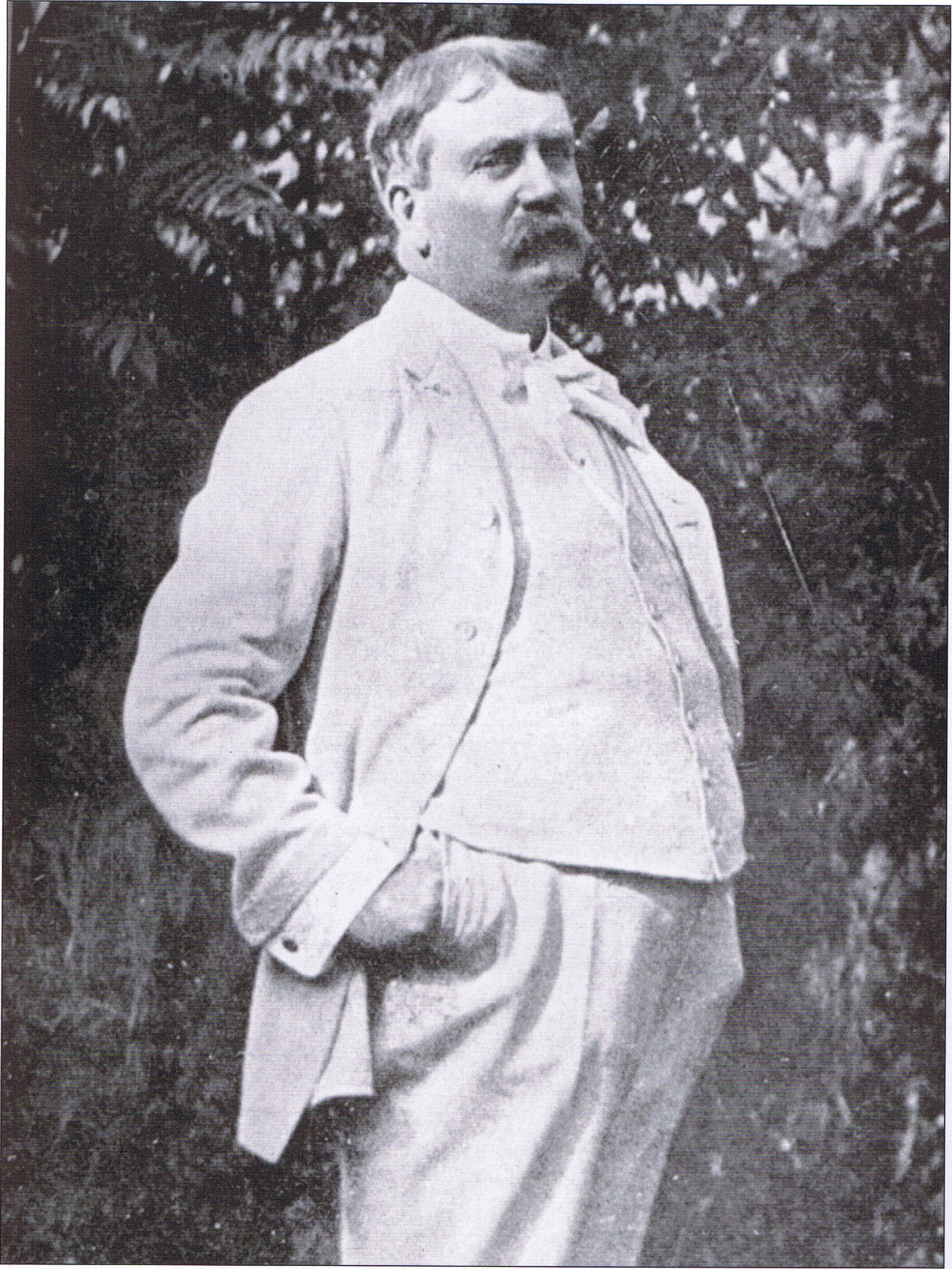
Daniel H. Burnham

Daniel Hudson Burnham (* 4. September 1846 in Henderson, New York; † 1. Juni 1912 in Heidelberg) war ein US-amerikanischer Architekt und Stadtplaner. Er machte sich einen Namen als Planer für die Gestaltung von Chicago, als leitender Architekt der Weltausstellung von 1893 und als Architekt eines der bemerkenswertesten Hochhäuser von New York, des 91 Meter hohen Flatiron Building.

## Leben
Als Burnham neun Jahre alt war, zog die Familie nach Chicago. Als junger Highschool-Absolvent versagte er mehrfach bei den Aufnahmeprüfungen für die Universitäten Harvard und Yale. Er arbeitete zunächst in den Minen Nevadas, kehrte aber 1868 nach Chicago zurück.
Er arbeitete ein Jahr als Zeichner im Büro von Loring & Jenney, bei dem als Vater des Wolkenkratzers bekannten Architekten William Le Baron Jenney, und baute einige kleine Häuser auf eigene Rechnung. Vor dem großen Feuer von 1871 ging er eine Partnerschaft mit Gustave Laureau ein. Das Feuer zerstörte ihre wirtschaftliche Existenz und Laureau verließ die Stadt. Burnhams Vater brachte wieder Struktur in sein Leben und verschaffte ihm eine Anstellung als Zeichner im Architekturbüro Carter, Drake & Wight, wo er John Wellborn Root kennenlernte, der Peter B. Wight von New York nach Chicago gefolgt war. Peter B. Wight war ein wichtiger Vertreter des Gothic Revival, und Burnham bewunderte ihn sehr. Dieser nahm ihn unter seine Fittiche. Root hatte Ingenieurwissenschaft studiert und eine Lehre als Architekt gemacht. 1873 gingen die beiden eine Partnerschaft ein und machten sich als Architekten unter Burnham & Root selbstständig. Die Partnerschaft führte zu einer fruchtbaren Symbiose: Root besaß das kreative und künstlerische Talent, während Burnham ein ausgezeichneter Verkäufer und Organisator war. Als sie begannen, hatten sie nur einen Zeichner. Der zweite, den sie anstellten, war William Holabird und der dritte Clinton J. Warren. Burnham entwarf wenig, aber beherrschte die technische, zweckmäßige und finanzielle Seite des Bauens. Er sah es als seine Aufgabe an, dass ein Gebäude ökonomisch gebaut wurde und dennoch seine beabsichtigte Funktion erfüllen konnte. Mit seiner überzeugenden Art war er ein erstklassiger Verkäufer.
Nach dem großen Feuer von Chicago übernahmen Burnham und Root ab 1873 die große Aufgabe, die Stadt aus dem Nichts wieder aufzubauen. Ihr Büro entwarf mehr als 165 Privathäuser und 75 öffentliche und private Gebäude. Burnham wurde oft vorgeworfen, dass er „nur“ der Politiker der Partner, Root dagegen der „wirkliche“ Architekt sei. Wo John Root der Taktiker war, der fähig war, Pläne und Programme in praktische Architektur umzusetzen, war Burnham der beste im strategischen Denken. Burnham löste jedes Problem mit der gleichen organisatorischen Kompetenz, die auch ihr Geschäft bis in die erste Reihe der Architekten brachte. Burnham & Root wurden zur „angesagten“ Adresse für Geschäftsleute in Chicago, deren Büros an der Loop und deren Privathäuser in der Vorstadt sie bauten.

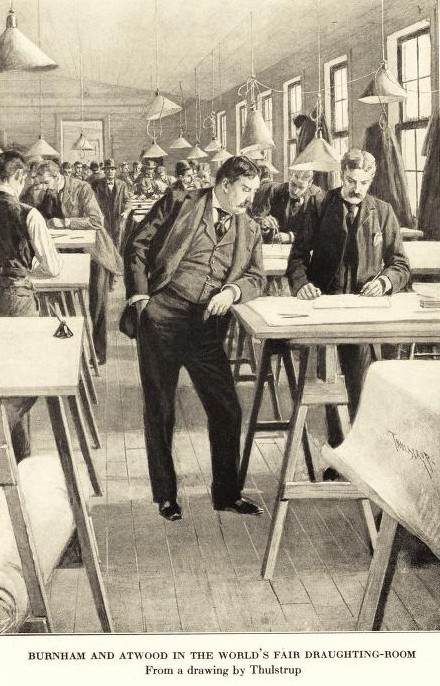
Daniel Burnham und Charles Atwood

1873 lernte Burnham bei Bauarbeiten eines Hauses an der Prairie Avenue für John B. Sherman, Präsident der Chicago Union Stockyards, dessen Tochter Margaret kennen und heiratete sie kurz darauf. Über ihren Vater bekam er Zutritt zu den Kreisen der besseren Gesellschaft und Zugang zu den wichtigen Bauaufträgen der Stadt.

## Der Erfolg
Burnham und Root entwickelten sich zu Pionieren der gewerblichen Architektur in Chicago und zu Protagonisten der so genannten Chicagoer Schule, die zurückhaltend gestaltete Gebäude in Skelettbauweise hervorbrachte. Herausragende Beispiele für von Burnham und Root gestaltete Gebäude sind das Rookery Building (1887), das erste Hochhaus in Leichtbauweise, sowie das Masonic Temple Building (1891–1892).
Für die „World’s Columbian Exposition“ – die Weltausstellung Chicago 1893 – wurde Daniel Burnham zum leitenden Architekten ernannt. Während er mit Root an der Planung der Weltausstellung arbeitete, kümmerte sich Dwight Perkins um das Büro. Sein Partner John Root wurde architektonischer Berater, starb jedoch überraschend im Januar 1891 an einer Lungenentzündung. Nach dem plötzlichen Tod Roots fand Burnham in dem New Yorker Architekten Charles Bowler Atwood einen tüchtigen Nachfolger. Für die Weltausstellung wurde White City gebaut, ein Stadtteil, dessen Architektur vom Historismus geprägt ist. Die Fassaden wurden mit Stuck verziert. Viele Architekten seiner Zeit waren enttäuscht und bezeichneten dies als architektonischen Rückschritt. Die Ausstellung hatte in den USA den prunkvollen Beaux-Arts-Stil eingeführt, mit einer Mischung von Säulen, Kuppeln, Bögen und Vistas. Bankiers und Unternehmer wollten diese repräsentative Gestaltung für ihre Neubauten haben, und das in D. H. Burnham & Company umbenannte Büro kam diesem Bedürfnis mit großem Erfolg nach.
Am 1. März 1894 reorganisierte er sein Büro D. H. Burnham & Co. mit folgenden Partnern: Ernest R. Graham, Edward C. Shankland (bis 1900), Charles B. Atwood (bis Dezember 1895) und ab 1910 mit seinen Söhnen Daniel H. und Hubert Burnham.
Für seine mehrjährige ausgezeichnete Arbeit an der 1893er Weltausstellung erhielt er die Ehrendoktorwürde der Universitäten von Harvard und Yale.
Daniel Burnham wurde trotz aller Kritik an seiner Architektur 1894 Präsident des American Institute of Architects. Sein Büro D. H. Burnham & Co. beschäftigte eine ganze Reihe von später bekannt gewordenen Architekten.
Von 1901 bis 1903 entstand an der Kreuzung Broadway / Fifth Avenue in New York das Flatiron Building (übersetzt: Bügeleisenhaus). Entgegen anderslautenden Behauptungen war das Flatiron Building zum Zeitpunkt seiner Erbauung nicht das höchste Gebäude der Welt und auch nicht das höchste Gebäude der Stadt. (Das Park Row Building war mit 119,2 m Höhe von 1899 bis 1908 das höchste Gebäude in New York.) Dennoch zählt das Flatiron Building mit seiner spitz zulaufenden Form, das ein an der Spitze nur 85 Zentimeter breites Restgrundstück optimal ausnutzt, immer noch zu den großen architektonischen Sehenswürdigkeiten New Yorks.
1906 wurde er in die American Academy of Arts and Letters gewählt.

## Der Stadtplaner
Vom Beginn des 20. Jahrhunderts bis zu seinem Tod tat sich Daniel Burnham vor allem als Stadtplaner hervor. 1909 legte er einen stadtplanerischen Generalentwurf für Chicago („Plan of Chicago“) vor, der unter anderem die Uferfront am Lake Michigan als freie Landschaftszone mit Stränden, Lagunen, Inseln und Yachthäfen festsetzt. Burnham ignorierte alle praktischen Aspekte in der Planung und setzte sein Augenmerk auf die sichtbaren Merkmale. Um die 300 Millionen US-Dollar wurden in die Planung gesteckt. Dieser Stadtentwicklungsplan war auf 30 Jahre angelegt und diente lange Zeit als Grundlage für den Städtebau in Chicago. Andere Städte, an deren Planung er beteiligt war, sind Baltimore, Buffalo, Cleveland, Washington, D.C. und San Francisco.
In den 1900er Jahren wurde Burnham von der U.S. Philippine Commission beauftragt, Bebauungspläne für die Städte Baguio und Manila zu entwerfen.
Ein bekanntes Zitat von Daniel Burnham lautet: „Mach keine kleinen Pläne. Sie haben nicht den Zauber, das Blut der Menschen in Wallung zu bringen. Sie werden nicht realisiert. Mach große Pläne, setze Dir hoffnungsvoll die höchsten Ziele – und arbeite.“

## Familie
1876 heiratete Burnham Margaret Sherman. Aus ihrer Ehe gingen drei Söhne und zwei Töchter hervor. Zwei der Söhne, Hubert und Daniel Jr., wurden ebenfalls Architekten, und Burnham schickte sie nach Paris, um an der École des Beaux-Arts zu studieren. Bekannt wurden sie später durch das im Stil des Art déco entworfene Carbide and Carbon Building an der Michigan Avenue. Sie übergaben die Original-Zeichnungen ihres Vaters an das Art Institute of Chicago und schließlich wurde daraus die Burnham and Ryerson Library, die sich zu einer der umfangreichsten Architektur-Sammlungen weltweit entwickelte.
Nach dem Tod von Daniel Burnham wurde 1912 das Büro in Graham, Burnham & Co. umbenannt, das mit den Partnern Ernest R. Graham, Pierce Anderson, Edward Probst, Howard J. White, Daniel H. Burnham Jr. und Hubert Burnham bis 1917 bestand. Dann gründeten die Brüder das Büro Burnham Brothers, ihre bisherigen Partner firmierten seitdem unter Graham, Anderson, Probst & White. 

## Bekannte Bauwerke
- 1887: Rookery Building in Chicago[5]
- 1891–1892: Masonic Temple Building in Chicago
- 1894: Reliance Building in Chicago[6]
- 1901–1903: Fuller Building, gen. Flatiron Building, in New York
- 1907: Washington Union Station in Washington D.C.